# Остер, Пол
Пол Бенджамин Остер (англ. Paul Benjamin Auster; 3 февраля 1947, Ньюарк — 30 апреля 2024, Бруклин) — американский писатель и переводчик, сценарист, работавший в рамках постмодернизма, абсурдизма и экзистенциализма. Наиболее известен своей криминальной прозой, в которой развивал проблематику преступления, поиск себя и своего предназначения. Его «Нью-йоркская трилогия» (1985—1986) получила приз Prix France Culture de Littérature Étrangère, в 1986 была номинирована на Edgar Award Best Mystery Novel.
Был женат на писательнице Сири Хустведт.

## Биография
Пол Бенджамин Остер родился в Ньюарке (штат Нью-Джерси), в семье евреев польского происхождения из среднего класса, Куини (урождённой Богат) и Сэмюэля Остера. По отцу Пол являлся двоюродным братом политического писателя Лоуренса Остера, с которым он учился в средней школе и университете с разницей в два года. Он вырос в Саут-Ориндже, штат Нью-Джерси, и Ньюарке, и окончил среднюю школу Колумбии в Мейплвуде.
Умер 30 апреля 2024 года в своём доме в Бруклине, от осложнений, вызванных раком лёгких.

## Семья
Сын Дэниэл Остер умер в апреле 2022 года от передозировки наркотиков в возрасте 44 лет, через полторы недели после предъявления обвинений в смерти 10-месячной дочки от передозировки смесью героина и фентанила.

## Творчество
Автор бестселлеров «Нью-йоркская трилогия», «Тимбукту», «Храм Луны», «Мистер Вертиго», «Музыка азарта» (экранизирован), сценарист фильмов «Дым» и «В изнеможении», автор сценария и режиссёр фильмов «Где ты, Лулу?» (1998), «Внутренняя жизнь Мартина Фроста» (2007) и др.
Переводил с французского произведения А. Бретона, П. Элюара, Т. Тцара, А. Арто, Ф. Супо, Р. Десноса, Сименона, Жубера, Малларме, Сартра, Бланшо, А. дю Буше, Ж. Миро, Луи Арагона.

## Признание
Его книги переведены на многие языки. Премия Медичи (1993), Литературная премия принца Астурийского (2006) и др.

### Награды
- 1989 Prix France Culture de Littérature Étrangère за Нью-йоркскую трилогию
- 1990 Morton Dauwen Zabel Award от Американская академия искусств и литературы
- 1991 Американская литературная премия ПЕН/Фолкнер — Музыка случая
- 1993 Prix Médicis Étranger — Левиафан
- 1996 Бодиль (премия) — Лучший американский фильм: Дым
- 1996 Независимый дух — Лучший оригинальный сценарий: Дым
- 1996 John William Corrington Award for Literary Excellence
- 2001 Дублинская литературная премия — Тимбукту
- 2003 Американская академия искусств и наук[11]
- 2004 IMPAC Award shortlist — Книга иллюзий
- 2005 IMPAC Award longlist — Ночь оракула
- 2006 Премия принцессы Астурийской
- 2006 Выбран в Американскую академию искусств и литературы
- 2007 Почётный доктор Льежского университета
- 2007 IMPAC Award longlist — The Brooklyn Follies
- 2007 Орден Искусств и литературы[12]
- 2008 IMPAC Award longlist — Travels in the Scriptorium
- 2009 Premio Leteo (Леон, Испания).
- 2010 Médaille Grand Vermeil de la ville de Paris[13]
- 2010 IMPAC Award longlist — Man in the Dark
- 2011 IMPAC Award longlist — Invisible
- 2012 IMPAC Award longlist — Sunset Park
- 2012 NYC Literary Honors for fiction[14]
- 2017 Букеровская премия (номинация, финалист) — «4321»[15][16]

### Нью-йоркская трилогия
| Год  |  | Название на русском |  | Оригинальное название |
| ---- |  | ------------------- |  | --------------------- |
| 1985 |  | Стеклянный город    |  | City of Glass         |
| 1986 |  | Призраки            |  | Ghosts                |
| 1986 |  | Запертая комната    |  | The Locked Room       |

### Романы
| Год  |  | Название на русском        |  | Оригинальное название                              |
| ---- |  | -------------------------- |  | -------------------------------------------------- |
| 1984 |  | Игра по принуждению        |  | Squeeze Play [под псевдонимом Paul Benjamin]       |
| 1987 |  | В стране уходящей натуры   |  | In the Country of Last Things                      |
| 1989 |  | Храм Луны                  |  | Moon Palace                                        |
| 1990 |  | Музыка случая              |  | The Music of Chance                                |
| 1990 |  |                            |  | Auggie Wren's Christmas Story                      |
| 1992 |  | Левиафан                   |  | Leviathan                                          |
| 1994 |  | Мистер Вертиго             |  | Mr. Vertigo                                        |
| 1999 |  | Тимбукту                   |  | Timbuktu                                           |
| 2002 |  | Книга иллюзий              |  | The Book of Illusions                              |
| 2004 |  | Ночь оракула               |  | Oracle Night                                       |
| 2005 |  | Бруклинские глупости       |  | The Brooklyn Follies                               |
| 2007 |  | Путешествия в скрипториуме |  | Travels in the Scriptorium На русс. не выходил     |
| 2008 |  |                            |  | Man in the Dark На русс. не выходил                |
| 2009 |  | Невидимый                  |  | Invisible На русс. не выходил                      |
| 2010 |  | Сансет Парк                |  | Sunset Park На русс. не выходил                    |
| 2017 |  | 4 3 2 1                    |  | 4 3 2 1 Роман посвящён жене писателя Сири Хустведт |

### Сценарии
| Год  |  | Название на русском             |  | Оригинальное название          |
| ---- |  | ------------------------------- |  | ------------------------------ |
| 1993 |  | Музыка по случаю                |  | The Music of Chance            |
| 1995 |  | Дым                             |  | Smoke                          |
| 1995 |  | С унынием в лице                |  | Blue in the Face               |
| 1998 |  | Где ты, Лулу?                   |  | Lulu on the Bridge             |
| 2007 |  | Внутренняя жизнь Мартина Фроста |  | The Inner Life of Martin Frost |

### Автобиографическая проза
| Год  |  | Название на русском                  |  | Оригинальное название                           |
| ---- |  | ------------------------------------ |  | ----------------------------------------------- |
| 1982 |  | Измышление одиночества               |  | The Invention of Solitude                       |
| 1992 |  | Искусство голода На русс. не выходил |  | The Art of Hunger: Essays, Prefaces, Interviews |
| 1997 |  | Впроголодь На русс. не выходил       |  | Hand of Mouth                                   |
| 1995 |  |                                      |  | The Red Notebook                                |
| 2012 |  |                                      |  | Winter Journal                                  |
| 2013 |  |                                      |  | Here and Now: Letters                           |
| 2013 |  |                                      |  | Report from the Interior                        |

### Эссе
| Год  |  | Название на русском |  | Оригинальное название           |
| ---- |  | ------------------- |  | ------------------------------- |
| 1975 |  |                     |  | The Death of Sir Walter Raleigh |

### Поэтические сборники
| Год  |  | Название на русском |  | Оригинальное название                            |
| ---- |  | ------------------- |  | ------------------------------------------------ |
| 1974 |  | Раскопки            |  | Unearth.                                         |
| 1976 |  |                     |  | Wall Writing                                     |
| 1977 |  |                     |  | Fragments of Cold                                |
| 1980 |  |                     |  | Facing the Music                                 |
| 1988 |  |                     |  | Disappearances: Selected Poems                   |
| 1991 |  |                     |  | Ground Work: Selected Poems and Essays 1970-1979 |
| 2007 |  |                     |  | Collected Poems.                                 |